# Gintautas Jurgis Plungė
Gintautas Jurgis Plungė (* 22. Januar 1938 in Utena) ist ein litauischer  Schachtrainer und Schachschiedsrichter.

## Leben
Nach dem Zweiten Weltkrieg lebte seine Familie in Panevėžys. Nach dem Abitur an der Mittelschule absolvierte er das Diplomstudium der Wirtschaft an der Universität Vilnius und arbeitete danach als Ökonom. Ab 1969 war er Schachtrainer in der Sportschule Panevėžys. Von 1981 bis 1986 arbeitete er als Cheftrainer der Jugendmannschaft. Ein Jahr war er als Cheftrainer beim Sportzentrum für Schüler und Studenten tätig.  Ab 1994 arbeitete er als Trainer in der "Dubysa"-Sportschule Šiauliai. Er trainierte die Großmeisterin Viktorija Čmilytė und die litauischen Jugendmeister wie Tauras Narmontas, Evelina Šaulytė sowie Gabrielė Šaulytė.
Seit 1994 trägt er den Titel International Arbiter. 1995 wurde er Verdienter Trainer Litauens. 